# Timmins
Timmins es una ciudad en el noreste de Ontario, Canadá en el río Mattagami. En el 2020, Timmins tenía una población de 97,997. Con 2,981.52 km², Timmins fue la municipalidad más grande en superficie de Canadá hasta 1995, hasta que se creó la municipalidad regional de Wood Buffalo, Alberta; aunque se mantuvo como la municipalidad más grande en Ontario hasta 2001, cuando fue superada por las nuevas ciudades de Kawartha Lakes y Greater Sudbury. Ocupa el puesto no. 69 de las 100 áreas metropolitanas más grandes de Canadá.

## Clima
| Parámetros climáticos promedio de Aeropuerto de Timmins (1981–2010) | Parámetros climáticos promedio de Aeropuerto de Timmins (1981–2010) | Parámetros climáticos promedio de Aeropuerto de Timmins (1981–2010) | Parámetros climáticos promedio de Aeropuerto de Timmins (1981–2010) | Parámetros climáticos promedio de Aeropuerto de Timmins (1981–2010) | Parámetros climáticos promedio de Aeropuerto de Timmins (1981–2010) | Parámetros climáticos promedio de Aeropuerto de Timmins (1981–2010) | Parámetros climáticos promedio de Aeropuerto de Timmins (1981–2010) | Parámetros climáticos promedio de Aeropuerto de Timmins (1981–2010) | Parámetros climáticos promedio de Aeropuerto de Timmins (1981–2010) | Parámetros climáticos promedio de Aeropuerto de Timmins (1981–2010) | Parámetros climáticos promedio de Aeropuerto de Timmins (1981–2010) | Parámetros climáticos promedio de Aeropuerto de Timmins (1981–2010) | Parámetros climáticos promedio de Aeropuerto de Timmins (1981–2010) |
| Mes                                                                 | Ene.                                                                | Feb.                                                                | Mar.                                                                | Abr.                                                                | May.                                                                | Jun.                                                                | Jul.                                                                | Ago.                                                                | Sep.                                                                | Oct.                                                                | Nov.                                                                | Dic.                                                                | Anual                                                               |
| ------------------------------------------------------------------- | ------------------------------------------------------------------- | ------------------------------------------------------------------- | ------------------------------------------------------------------- | ------------------------------------------------------------------- | ------------------------------------------------------------------- | ------------------------------------------------------------------- | ------------------------------------------------------------------- | ------------------------------------------------------------------- | ------------------------------------------------------------------- | ------------------------------------------------------------------- | ------------------------------------------------------------------- | ------------------------------------------------------------------- | ------------------------------------------------------------------- |
| Temp. máx. abs. (°C)                                                | 8.0                                                                 | 12.2                                                                | 27.5                                                                | 29.9                                                                | 34.9                                                                | 38.8                                                                | 39.4                                                                | 36.7                                                                | 36.1                                                                | 28.9                                                                | 20.0                                                                | 14.2                                                                | 39.4                                                                |
| Temp. máx. media (°C)                                               | −10.6                                                               | −7.2                                                                | −0.6                                                                | 8.0                                                                 | 16.6                                                                | 21.9                                                                | 24.2                                                                | 22.5                                                                | 17.1                                                                | 9.0                                                                 | 0.6                                                                 | −6.9                                                                | 7.9                                                                 |
| Temp. media (°C)                                                    | −16.8                                                               | −14.0                                                               | −7.4                                                                | 1.8                                                                 | 9.6                                                                 | 14.9                                                                | 17.5                                                                | 16.0                                                                | 11.1                                                                | 4.4                                                                 | −3.4                                                                | −11.9                                                               | 1.8                                                                 |
| Temp. mín. media (°C)                                               | −23.0                                                               | −20.7                                                               | −14.2                                                               | −4.5                                                                | 2.5                                                                 | 7.8                                                                 | 10.7                                                                | 9.4                                                                 | 5.2                                                                 | −0.3                                                                | -7.4                                                                | −17.0                                                               | −4.3                                                                |
| Temp. mín. abs. (°C)                                                | −44.2                                                               | −45.6                                                               | −37.8                                                               | −29.4                                                               | −13.9                                                               | −5.6                                                                | −0.5                                                                | −3.3                                                                | −6.4                                                                | −13.0                                                               | −33.9                                                               | −43.9                                                               | −45.6                                                               |
| Precipitación total (mm)                                            | 51.8                                                                | 41.3                                                                | 54.5                                                                | 56.2                                                                | 67.4                                                                | 83.4                                                                | 90.9                                                                | 81.6                                                                | 84.7                                                                | 82.5                                                                | 75.9                                                                | 64.5                                                                | 834.6                                                               |
| Lluvias (mm)                                                        | 3.2                                                                 | 1.7                                                                 | 14.1                                                                | 30.1                                                                | 62.3                                                                | 83.2                                                                | 90.9                                                                | 81.6                                                                | 83.7                                                                | 68.1                                                                | 30.9                                                                | 8.5                                                                 | 558.3                                                               |
| Nevadas (cm)                                                        | 57.8                                                                | 45.9                                                                | 44.8                                                                | 27.2                                                                | 5.0                                                                 | 0.2                                                                 | 0.0                                                                 | 0.0                                                                 | 1.0                                                                 | 15.1                                                                | 49.0                                                                | 65.2                                                                | 311.3                                                               |
| Días de precipitaciones (≥ 0.2 mm)                                  | 17.5                                                                | 14.0                                                                | 13.5                                                                | 11.1                                                                | 12.6                                                                | 14.7                                                                | 14.4                                                                | 14.3                                                                | 15.8                                                                | 16.5                                                                | 19.3                                                                | 19.8                                                                | 183.6                                                               |
| Días de lluvias (≥ 0.2 mm)                                          | 1.6                                                                 | 1.1                                                                 | 3.7                                                                 | 6.9                                                                 | 11.7                                                                | 14.7                                                                | 14.4                                                                | 14.3                                                                | 15.6                                                                | 13.5                                                                | 6.9                                                                 | 2.7                                                                 | 107.2                                                               |
| Días de nevadas (≥ 0.2 cm)                                          | 17.7                                                                | 14.0                                                                | 11.8                                                                | 6.6                                                                 | 2.1                                                                 | 0.14                                                                | 0.0                                                                 | 0.0                                                                 | 0.62                                                                | 5.9                                                                 | 15.5                                                                | 19.3                                                                | 93.5                                                                |
| Fuente:                                                             |                                                                     |                                                                     |                                                                     |                                                                     |                                                                     |                                                                     |                                                                     |                                                                     |                                                                     |                                                                     |                                                                     |                                                                     |                                                                     |